# اچ‌ام‌اس مگنانیم (۱۷۸۰)

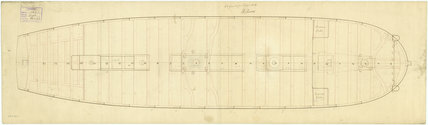
اچ ام اس مگنانیم (۱۷۸۰)

اچ‌ام‌اس مگنانیم (۱۷۸۰) (به انگلیسی: HMS Magnanime (1780)) یک کشتی بود که طول آن ۱۵۹ فوت ۶ اینچ (۴۸٫۶۲ متر) بود. این کشتی در سال ۱۷۸۰ ساخته شد.